# Fuerzas y cuerpos de seguridad (España)

Mapa con las distintas policías de España.
- Grisáceo: CC. AA. sin unidades adscritas o sin policía independiente del Cuerpo Nacional de Policía.
- Naranja medio: CC. AA. con unidades adscritas del CNP.
- Naranja oscuro: CC. AA. con cuerpo de policía autónomo.

En España, las Fuerzas y Cuerpos de Seguridad ( FFCCS son el conjunto de fuerzas de seguridad de carácter profesional y permanente que la Ley Orgánica 2/1986, de 13 marzo, de Fuerzas y Cuerpos de Seguridad, pone al servicio de las Administraciones públicas para el mantenimiento de la seguridad pública.
En base al artículo séptimo de la mencionada ley orgánica, todos los miembros de las Fuerzas y Cuerpos de Seguridad, en el ejercicio de sus funciones, tendrán a todos los efectos legales el carácter de agentes de la autoridad, excepto cuando se trate de delitos de atentado en los que se empleen armas de fuego o explosivos que puedan poner en peligro grave la integridad física de los agentes, momento en el que pasan a tener la protección penal de una autoridad.

## Misión
Todos los cuerpos integrados como Fuerzas y Cuerpos de Seguridad, conforme a la citada Ley orgánica, tienen las funciones básicas que establece la Constitución en su Artículo 104.1: «(...) proteger el libre ejercicio de los derechos y libertades y garantizar la seguridad ciudadana».

## Estructura
La organización territorial de España supone la existencia de tres niveles administrativos básicos (nacional, autonómico y local) a los que se añaden otros de carácter intermedio (provincias, mancomunidades, etc.). De esta manera, cada uno de estos tres niveles fundamentales de la Administración territorial tiene la potestad de poseer o crear su propio cuerpo de seguridad inserto en su organización.
Conforme al artículo segundo de la Ley Orgánica 2/1986, de 13 marzo, de Fuerzas y Cuerpos de Seguridad, estas se componen de:
- Las Fuerzas y Cuerpos de Seguridad del Estado, dependientes del Gobierno de la Nación.
- Los Cuerpos de Policía dependientes de las comunidades autónomas.
- Los Cuerpos de Policía dependientes de las Corporaciones Locales.

## Fuerzas y Cuerpos de Seguridad del Estado

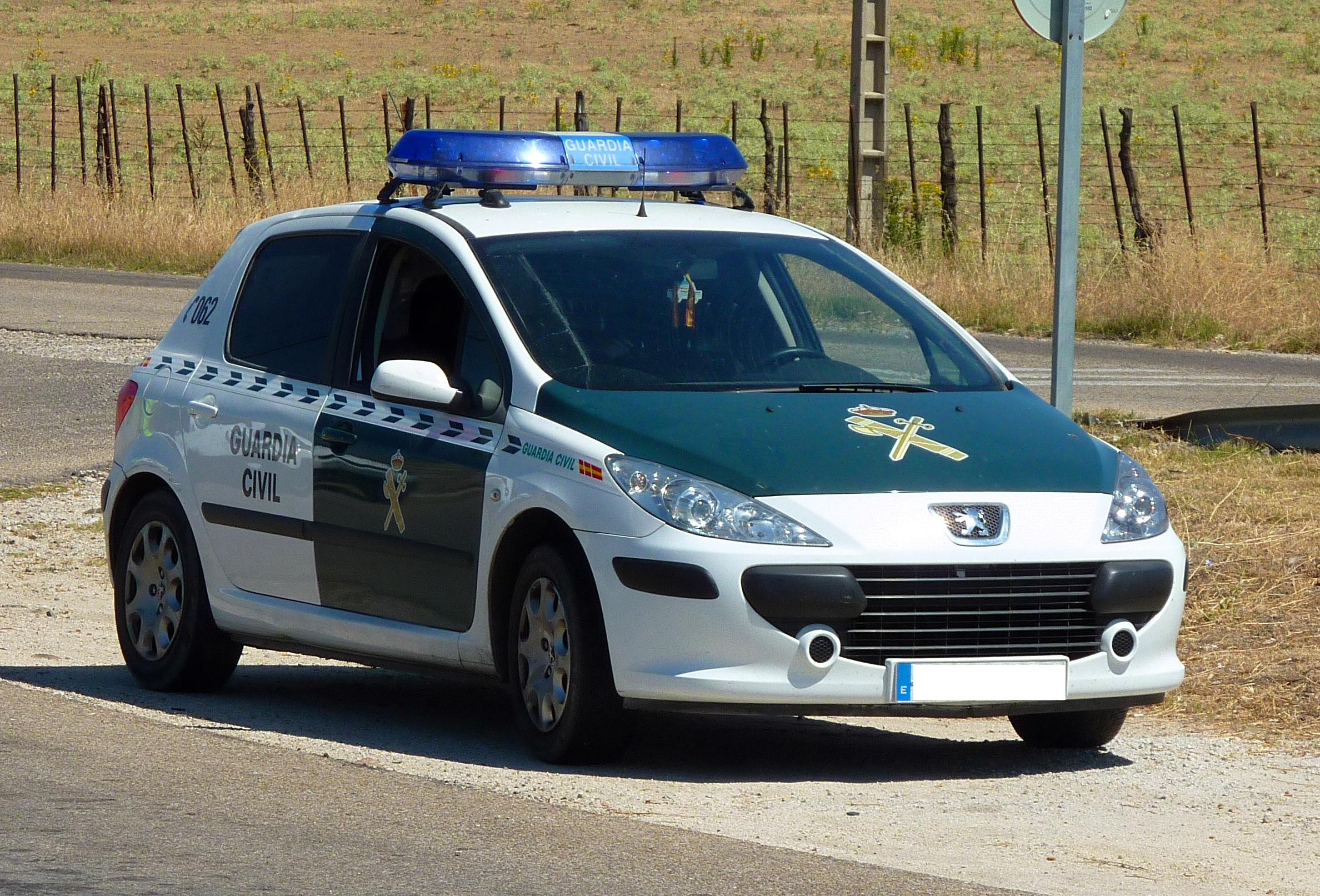
Vehículo patrulla de la Guardia Civil

Cabe distinguir entre Fuerzas y Cuerpos de Seguridad, que se entiende como todas las policías de España, y Fuerzas y Cuerpos de Seguridad del Estado, que se refiere únicamente a las fuerzas de seguridad de la Administración General del Estado.
Dependientes del Gobierno de la Nación, existen:
- Guardia Civil: es un cuerpo de seguridad pública de ámbito nacional en España. Es un instituto armado de naturaleza militar, tipo gendarmería, y de ámbito fundamentalmente rural en lo referente a sus funciones de seguridad ciudadana y policía judicial. Tiene una doble dependencia ministerial: del Ministerio del Interior en lo referente a los servicios, medios, sueldos y destinos y, debido a su carácter militar, del Ministerio de Defensa en lo referente a los ascensos y las misiones de carácter militar que se le encomienden.[4] En tiempo de guerra o durante el estado de sitio dependerá exclusivamente del Ministerio de Defensa.[2] Cuenta con 85 426 efectivos y 77 223 miembros en activo (2020).[4] Se accede por concurso-oposición, superando unas pruebas físicas, unos exámenes de conocomientos (tipo test) e idiomas, psicotécnicos, reconocimiento médico y entrevista.

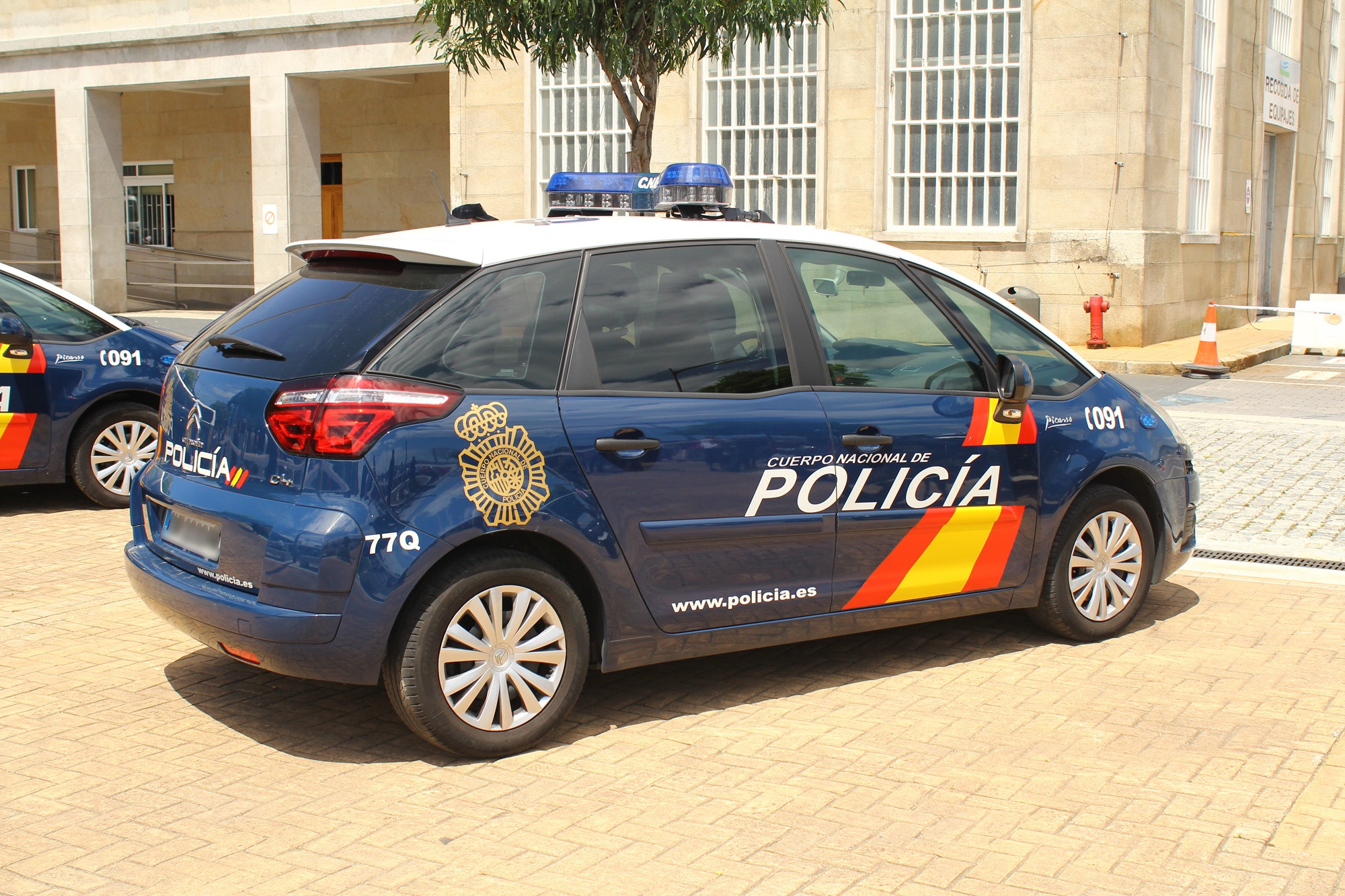
Vehículo del Cuerpo Nacional de Policía

- Vehículo del Cuerpo Nacional de PolicíaCuerpo Nacional de Policía: denominado también desde 2015 Policía Nacional,[5] es un instituto armado de naturaleza civil, dependiente del Ministerio del Interior, que ocupa, al igual que la Guardia Civil, todo el territorio nacional; sin embargo, tiene un marcado carácter urbano debido a que la Ley Orgánica 2/1986, de 13 marzo, de Fuerzas y Cuerpos de Seguridad, establece, en su artículo 11.2, que ejercerá sus funciones en las capitales de provincia y en los municipios que el Ministerio del Interior determine (todos de carácter urbano en la actualidad). Cuenta con 77 168 efectivos y 66 000 miembros en activo (2020). Se accede por oposición, superando unas pruebas físicas, un examen de conocimientos (tipo test[6]) psicotécnicos, idiomas, reconocimiento médico y entrevista.

Ambos cuerpos, aparte de las misiones genéricas que establece la legislación para todas las Fuerzas y Cuerpos de Seguridad, tienen competencias exclusivas en determinadas materias. La Policía Nacional tiene sobre la expedición del DNI, el control de entrada y salida de españoles y extranjeros al país, la vigilancia de la legislación en materia de juego, la persecución e investigación de los delitos relativos al tráfico de estupefacientes y el control de la formación y la actividad de la seguridad privada. Por su parte, la Guardia Civil tiene competencia exclusiva en materia de armas y explosivos, la persecución del contrabando, la vigilancia y la ordenación del tráfico, el auxilio en las vías interurbanas de España, la custodia de infraestructuras críticas que así lo requieran, la vigilancia de la legislación en materia de protección del medioambiente y el transporte interurbano de los presos y los detenidos.

## Cuerpos de Policía de las Comunidades Autónomas
La organización territorial española en comunidades autónomas permite que estas puedan crear sus propias policías autonómicas, siempre y cuando dicha opción haya sido prevista en sus respectivos estatutos de autonomía. 

### Funciones
Las funciones y las competencias varían enormemente de unos territorios a otros en función de lo acordado entre los gobiernos regionales y el de la nación. Sin embargo, el artículo 38 de la Ley Orgánica 2/1986, de 13 marzo, de Fuerzas y Cuerpos de Seguridad, establece cuáles son las funciones y las competencias que las policías autónomas pueden adquirir:
- Con carácter exclusivo:
  - Velar por el cumplimiento de las disposiciones y las órdenes singulares dictadas por los órganos de la comunidad autónoma.
  - La vigilancia y la protección de personas, órganos, edificios, establecimientos y dependencias de la comunidad autónoma y de sus entes instrumentales y garantizar el normal funcionamiento de las instalaciones y la seguridad de los usuarios de sus servicios.
  - La inspección de las actividades sometidas a la ordenación o la disciplina de la comunidad autónoma y la denuncia de toda actividad ilícita.
  - El uso de la coacción en orden a la ejecución forzosa de los actos o las disposiciones de la propia comunidad autónoma.
- En colaboración con las Fuerzas y Cuerpos de Seguridad del Estado, priorizando la actuación de las policías autonómicas:
  - Velar por el cumplimiento de las leyes y las demás disposiciones del Estado y garantizar el funcionamiento de los servicios públicos esenciales.
  - Participar en las funciones de policía judicial.
  - Vigilar los espacios públicos, proteger las manifestaciones y mantener el orden en grandes concentraciones humanas.

- De prestación simultánea e indiferenciada con las Fuerzas y Cuerpos de Seguridad del Estado:
  - La cooperación a la resolución amistosa de los conflictos privados cuando sean requeridos para ello.
  - La prestación de auxilio en los casos de accidente, catástrofe o calamidad pública, mediante la participación en la forma prevista en las leyes, en la ejecución de los planes de protección civil.
  - Velar por el cumplimiento de las disposiciones que tiendan a la conservación de la naturaleza y del medio ambiente, los recursos hidráulicos y la riqueza cinegética, piscícola, forestal y de cualquier otra índole relacionada con la naturaleza.

### Cuerpos de policía autonómicos

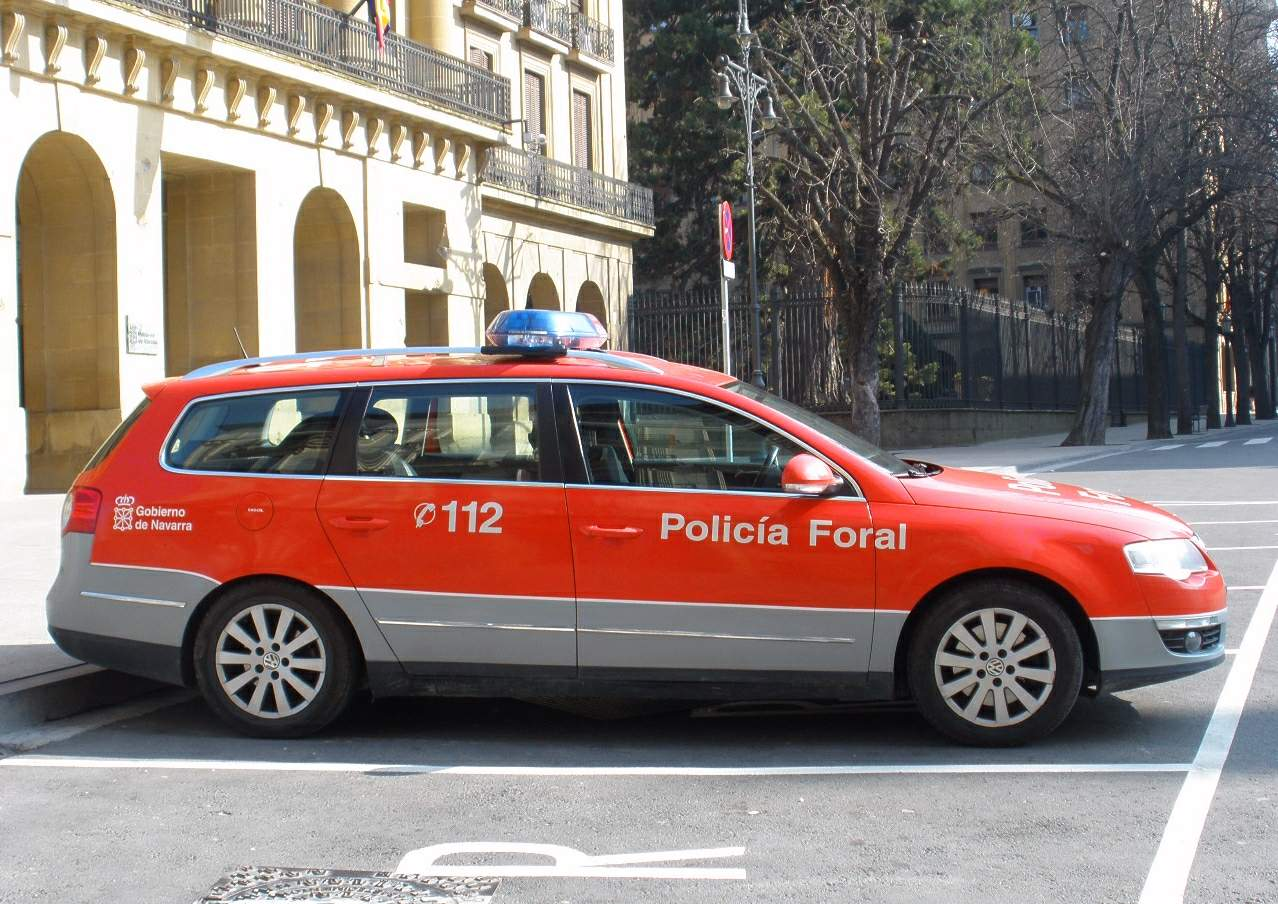
Vehículo patrulla de la Policía Foral de Navarra - Nafarroako Foruzaingoa

De entre las comunidades autónomas que han previsto la creación de dichos cuerpos, se encuentran las siguientes, que ya han procedido a crear sus respectivas policías autonómicas:
- Ertzaintza: es la policía autónoma del País Vasco. Sustituye la mayoría de las funciones tanto de la Guardia Civil como del Cuerpo Nacional de Policía. Creada en 1982 y con despliegue por todo el territorio vasco en 1995.
- Mozos de Escuadra: es la policía autónoma de Cataluña. Sustituye la mayoría de las funciones tanto de la Guardia Civil como del Cuerpo Nacional de Policía. Creada en 1983 y con despliegue por todo el territorio en 2008.
- Policía Foral de Navarra - Nafarroako Foruzaingoa: es la policía autónoma de Navarra. No sustituye al Cuerpo Nacional de Policía ni a la Guardia Civil, sino que forman un cuerpo de policía adicional para la Comunidad Foral de Navarra. Sin embargo, en 2019 el Ministerio del Interior planteó la dotación de carácter integral a la policía navarra en detrimento de las Fuerzas y Cuerpos de Seguridad del Estado.[7]
- Cuerpo General de la Policía Canaria: es la policía autónoma de Canarias. No sustituye al Cuerpo Nacional de Policía ni a la Guardia Civil, sino que cumple un papel de Policía complementaria prestando asistencia a las Policías Locales del archipiélago, actuando ante catástrofes o calamidades públicas, grandes concentraciones humanas así como otras competencias indicadas en la Ley y en el Estatuto de Autonomía de Canarias.

### Cuerpo de Miñones de Álava

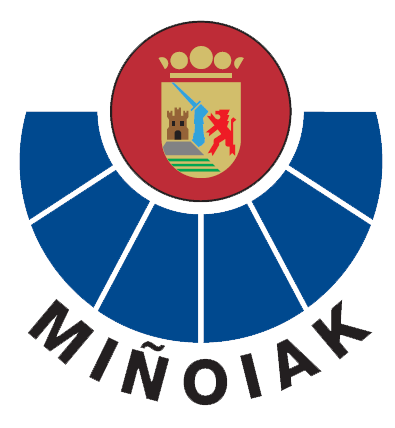
Escudo de los Miñones de Álava (Arabako Miñoiak en euskera)

Los Miñones de Álava (en euskera: Arabako Miñoiak) son el cuerpo policial más antiguo de España que continúa en activo, superando a la Guardia Civil. Fue fundado en 1793 como la policía foral de Álava, junto a los ya desaparecidos Miñones de Vizcaya y los Miqueletes de Guipúzcoa. Actualmente[¿cuándo?] es un cuerpo singular puesto que mantiene su carácter eminentemente foral, al servicio de la Diputación Foral de Álava, de la que depende funcionalmente, pero se encuentra orgánicamente inserto dentro de la estructura de la Policía Autónoma Vasca, la Ertzaintza.
Las funciones que actualmente[¿cuándo?] desarrollan los miñones, solamente dentro del territorio histórico y provincia de Álava, son:
- La representación de las instituciones forales y la protección a sus autoridades.
- La vigilancia y la protección de los bienes del patrimonio foral.
- La seguridad de los usuarios de las instalaciones provinciales.
- La realización de tareas policiales en asuntos tanto de inspección del transporte por carretera como de conservación y de vigilancia de carreteras.
- La prestación de auxilio al resto de unidades o servicios del cuerpo, de acuerdo con las normas del Departamento de Seguridad del Gobierno Vasco.

## Unidades de la Policía Nacional adscritas a comunidades autónomas
El Cuerpo Nacional de Policía tiene cuatro unidades adscritas a las comunidades de Valencia, Andalucía, Galicia, y Aragón. Son las siguientes:

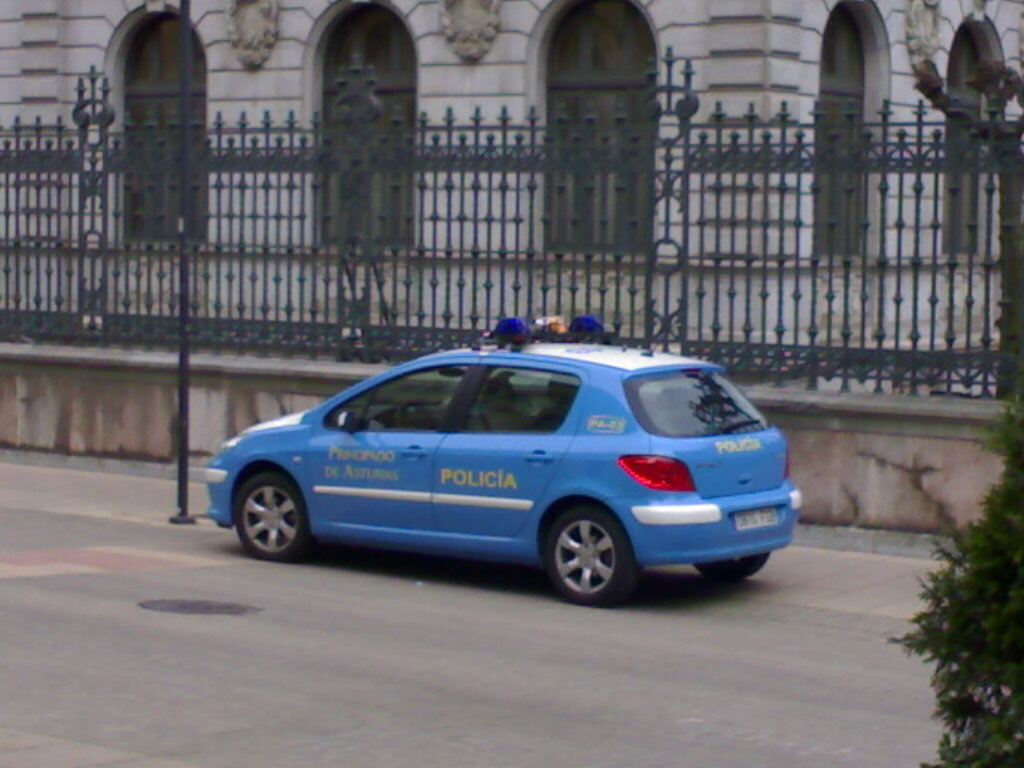
Vehículo policial de la ya desaparecida Unidad Adscrita del CNP al Principado de Asturias

- Unidad del Cuerpo Nacional de Policía adscrita a la Comunidad Autónoma Valenciana.
- Unidad del Cuerpo Nacional de Policía adscrita a la Comunidad Autónoma de Andalucía.
- Unidad del Cuerpo Nacional de Policía adscrita a la Comunidad Autónoma de Galicia.
- Unidad del Cuerpo Nacional de Policía adscrita a la Comunidad Autónoma de Aragón.

Estos unidades dependen orgánicamente del Ministerio del Interior a través de la Dirección General de la Policía, dentro de la Dirección Adjunta Operativa (DAO), pero funcionalmente dependen de las autoridades autonómicas competentes. El mando, la dirección y la coordinación se ejerce a través de la jefatura de cada unidad.
Asturias también tuvo su unidad adscrita, pero fue disuelta a los ocho años de su creación.

## Policías locales

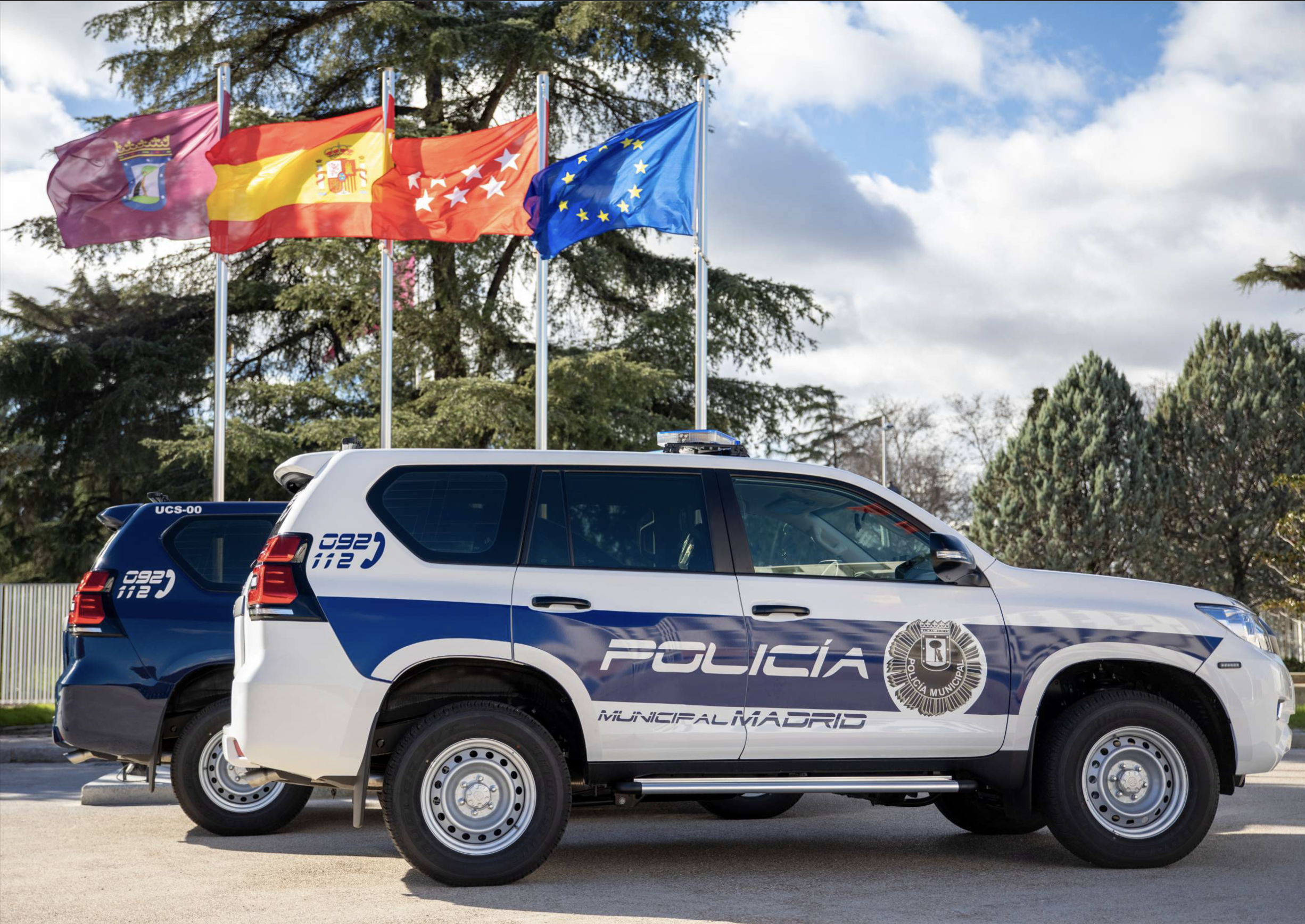
Vehículos de la Policía Municipal de Madrid.

En los municipios de más de 5000 habitantes, dependientes del ayuntamiento, podrán existir cuerpos de policía denominados, según la tradición local, como policía local, municipal o guardia urbana. Entre estos cuerpos, destacan la Policía Municipal de Madrid y la Guardia Urbana de Barcelona, como policías dependientes de las dos ciudades más relevantes de España.

### Funciones
Cada Ayuntamiento puede ampliar las competencias de sus policías locales con base en los requerimientos del municipio. Es entendible que las funciones de una policía de un municipio de pocos habitantes sean mucho más reducidas que las de grandes ciudades como Madrid, Barcelona o Valencia, donde las policías locales poseen cuerpos con dotaciones muy elevadas y una plantilla que en ocasiones, como en el ayuntamiento de Madrid, superan en número de efectivos a algunas policías autonómicas.
No obstante, la Ley Orgánica 2/86 de 13 de marzo de Fuerzas y Cuerpos de Seguridad, en su artículo 53, señala las funciones mínimas que debe asumirá la policía local, siendo las que se enumeran a continuación, sin perjuicio de que estas sean ampliadas.
- Proteger a las autoridades de las corporaciones locales.
- Vigilancia y custodiar sus edificios e instalaciones.
- Ordenar, señalizar y dirigir el tráfico en el casco urbano, de acuerdo con lo establecido en las normas de circulación, cuando los medios lo necesiten.
- Instruir atestados por accidentes de circulación dentro del casco urbano.
- Policía administrativa en lo relativo a las ordenanzas, los bandos y las demás disposiciones municipales dentro del ámbito de su competencia.
- Participar en las funciones de policía judicial en la forma establecida en el artículo 29.2 de la misma ley.
- La prestación de auxilio, en los casos de accidente, catástrofe o calamidad pública, participando, en la forma prevista en las leyes, en la ejecución de los planes de protección civil.
- Efectuar diligencias de prevención y cuantas actuaciones tiendan a evitar la comisión de actos delictivos en el marco de colaboración establecido en las juntas de seguridad.
- Vigilar los espacios públicos y colaborar con las Fuerzas y Cuerpos de Seguridad del Estado y con la Policía de las comunidades autónomas en la protección de las manifestaciones y el mantenimiento del orden en grandes concentraciones humanas, cuando sean requeridos para ello.
- Cooperar en la resolución de los conflictos privados cuando sean requeridos para ello.

### Otros cuerpos locales
Asimismo, las corporaciones locales que reúnan determinadas características pueden crear plazas de auxiliares de policía o vigilantes municipales y cuerpos de agente de movilidad para complementar la labor de la policía local. Como ejemplo de estos cuerpos se encuentra el Cuerpo de Agentes de Movilidad del Ayuntamiento de Madrid. Generalmente estos cuerpos, aunque varía en función de la legislación de cada comunidad autónoma, se crean en municipios con escasos recursos que no pueden permitirse la creación de un cuerpo de policía local.

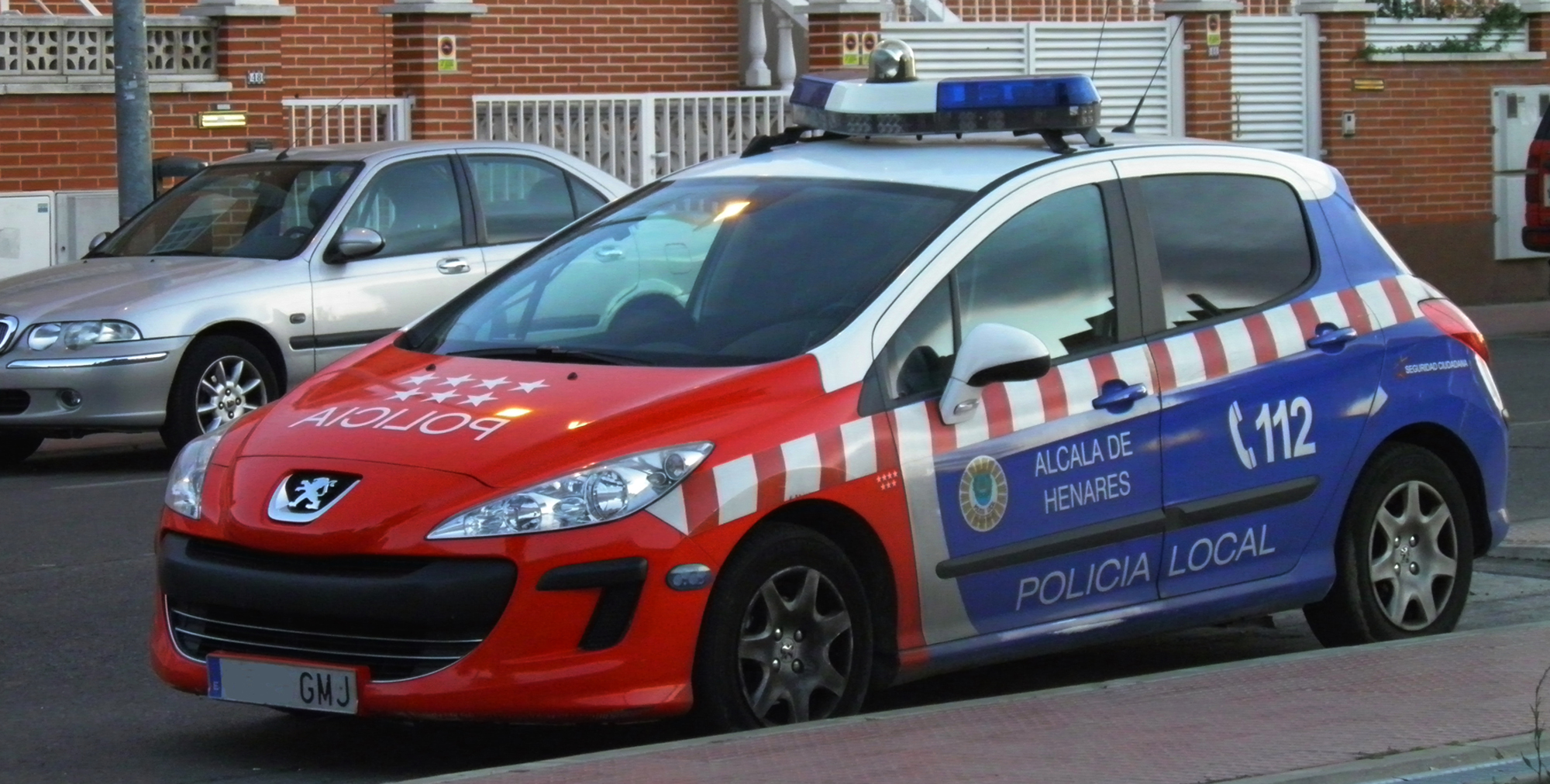
Vehículo patrulla de las BESCAM en Alcalá de Henares

### Brigadas Especiales de Seguridad de la Comunidad Autónoma de Madrid (BESCAM)
Existe, además, una excepción singular: las Brigadas Especiales de Seguridad de la Comunidad Autónoma de Madrid. Estas unidades no constituían una policía autonómica sino un ente creado por la Comunidad Autónoma de Madrid para dar servicio de policía local a los municipios demasiado pequeños para costearla por sí solos y reforzar también la de otros de mayor tamaño, con excepción de Madrid capital.
Actualmente el modelo ha sido reemplazado por la ESICAM179 y la unificación de la formación de todos los cuerpos de la Comunidad de Madrid en el IFISE.

## Otros cuerpos con funciones policiales
En España, además de las Fuerzas y Cuerpos de Seguridad, que solamente son aquellos que indica la Ley Orgánica 2/1986, de 13 marzo, de Fuerzas y Cuerpos de Seguridad, existen varios cuerpos con distintas atribuciones pero que ejercen algunas funciones de tipo policial.

### Servicio de Vigilancia Aduanera
El Servicio de Vigilancia Aduanera (SVA) es un servicio de carácter policial que desarrolla su actividad en la lucha contra el contrabando, el blanqueo de capitales y el fraude fiscal, que orgánicamente depende del Departamento de Aduanas e Impuestos Especiales de la Agencia Tributaria (AEAT).
Sus operaciones e investigaciones están encaminadas a la represión de los delitos e infracciones tipificados en la Ley Orgánica de Represión del Contrabando, en todo el territorio español, su espacio aéreo, y sus aguas jurisdiccionales; si bien, los medios con que cuenta le permiten realizar intercepciones y abordajes de buques dedicados al tráfico de drogas en aguas internacionales.
A éstas hay que añadir las atribuidas por parte de la Agencia Tributaria en lo que a delitos económicos se refiere, entre ellos, la lucha anticorrupción o la investigación de fraudes en comercio exterior, entre otros. Sus funcionarios tienen carácter de Agentes de la Autoridad y, dadas las misiones que desempeñan, están autorizados para el uso de armas de fuego.

### Policía Portuaria

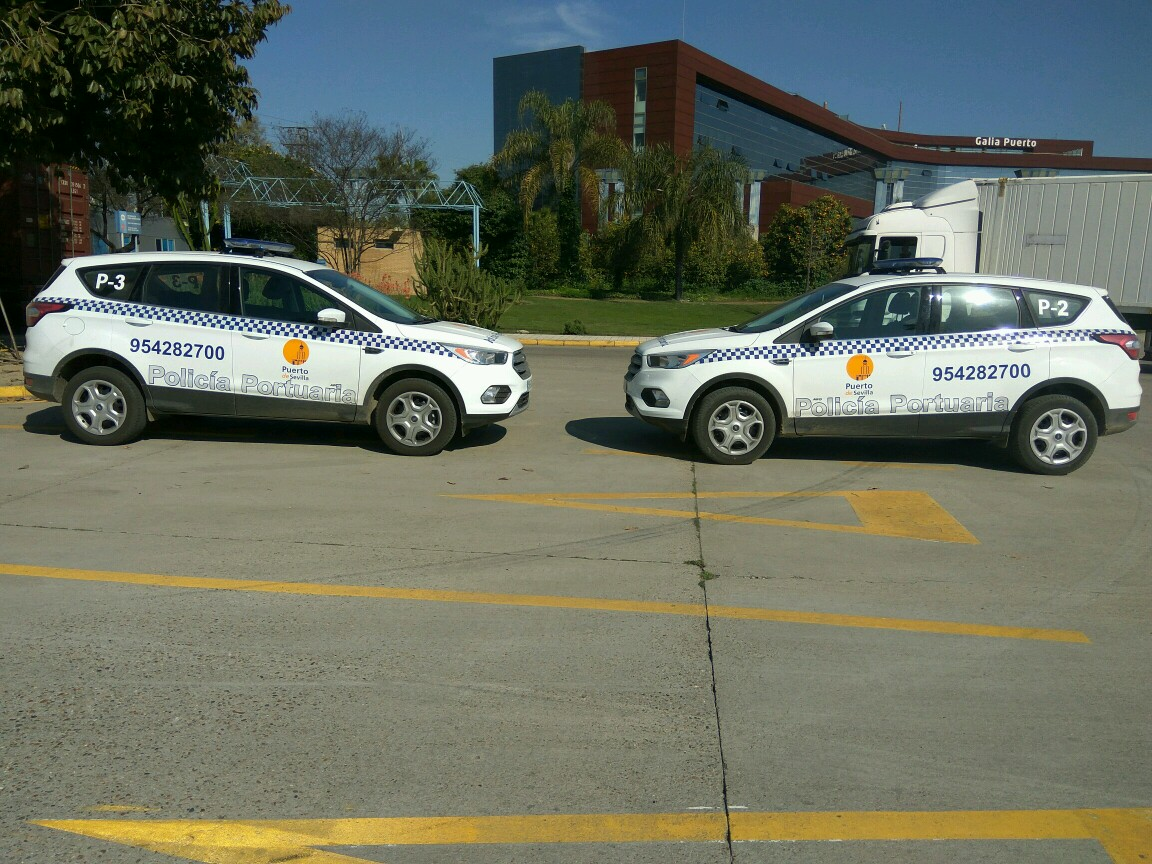
Patrulla de la Policía Portuaria.

La Policía Portuaria es un cuerpo uniformado dependiente de cada una de las Autoridades Portuarias de España, estando Puertos del Estado integrado en el Ministerio de Fomento. Es uno de los cuerpos de policía más antiguos de España, datando sus orígenes en el reinado de Carlos III entre 1759 y 1788, cuando se creó el Real Cuerpo de Celadores-Guardamuelles. Posteriormente oficiales de la armada y carabineros se fueron introduciendo poco a poco en sus filas, convirtiéndose a mediados del siglo XX en Real Cuerpo de Guardamuelles. La reforma de la Ley de Puertos del Estado y de la Marina Mercante a inicios de los años 90 cambió su denominación a la actual Policía Portuaria.
Se accede mediante concurso oposición, superando pruebas teóricas, prácticas, físicas y psicotécnicas. 
Se trata de una policía administrativa, siendo sus componentes agentes de la autoridad, los cuales tienen competencias similares a las de las policías locales (seguridad ciudadana, tráfico, emergencias...) y también le competen todas las relacionadas con las operaciones portuarias (control de las infracciones en aguas portuarias, atraques, accesos, medio ambiente, etc.) siempre dentro de su demarcación dentro de los límites de las áreas portuarias correspondientes.
Hay que diferenciar a la Policía Portuaria de los Puertos de Interés General del Estado de la de los Puertos de titularidad autonómica, regulados por legislación dependiente de la Comunidad Autónoma de que se trate. 
En la actualidad existen diferentes iniciativas que buscan una profesionalización del sector, gravemente afectado por las políticas privatizadoras de los últimos años, con el hándicap añadido de ser un cuerpo policial desconocido al encontrarse localizado en zonas portuarias de titularidad estatal de acceso restringido. Dichas iniciativas están centradas en la inclusión de la Policía Portuaria en la Ley Orgánica de Fuerzas y Cuerpos de Seguridad, la actualización de sus funciones en los Reglamentos de Servicio, Policía y Régimen de los Puertos estatales, así como la creación de una Ley de Coordinación de Policía Portuaria.

### Agentes Forestales, Rurales, Medioambientales o Policía Medioambiental
Los Agentes Forestales, también denominados en función de cada Comunidad Autónoma o municipio con cuerpos propios Agentes Rurales, Medioambientales o Policía Medioambiental, son funcionarios públicos que ostentan la condición de agentes de la autoridad en el ejercicio de sus funciones.
Pertenencen a las administraciones públicas que, de acuerdo con su propia normativa y con independencia de la denominación corporativa específica, tienen encomendadas las funciones de:
- Policía y custodia de los bienes jurídicos de naturaleza forestal.
- Policía judicial en sentido genérico, tal como establece el Apartado 6.º del artículo 283 de la Ley de Enjuiciamiento Criminal, en la investigación de los delitos y causas de los incendios forestales, investigación de los delitos contra la protección de la flora y la fauna, delitos sobre la ordenación del territorio y delitos contra los recursos naturales y el medio ambiente.
- Gestión medioambiental, ejerciendo funciones de inspección y control conforme a la normativa medioambiental administrativa: montes, incendios forestales, caza, pesca, espacios y especies protegidas, impacto ambiental, calidad ambiental, etc.

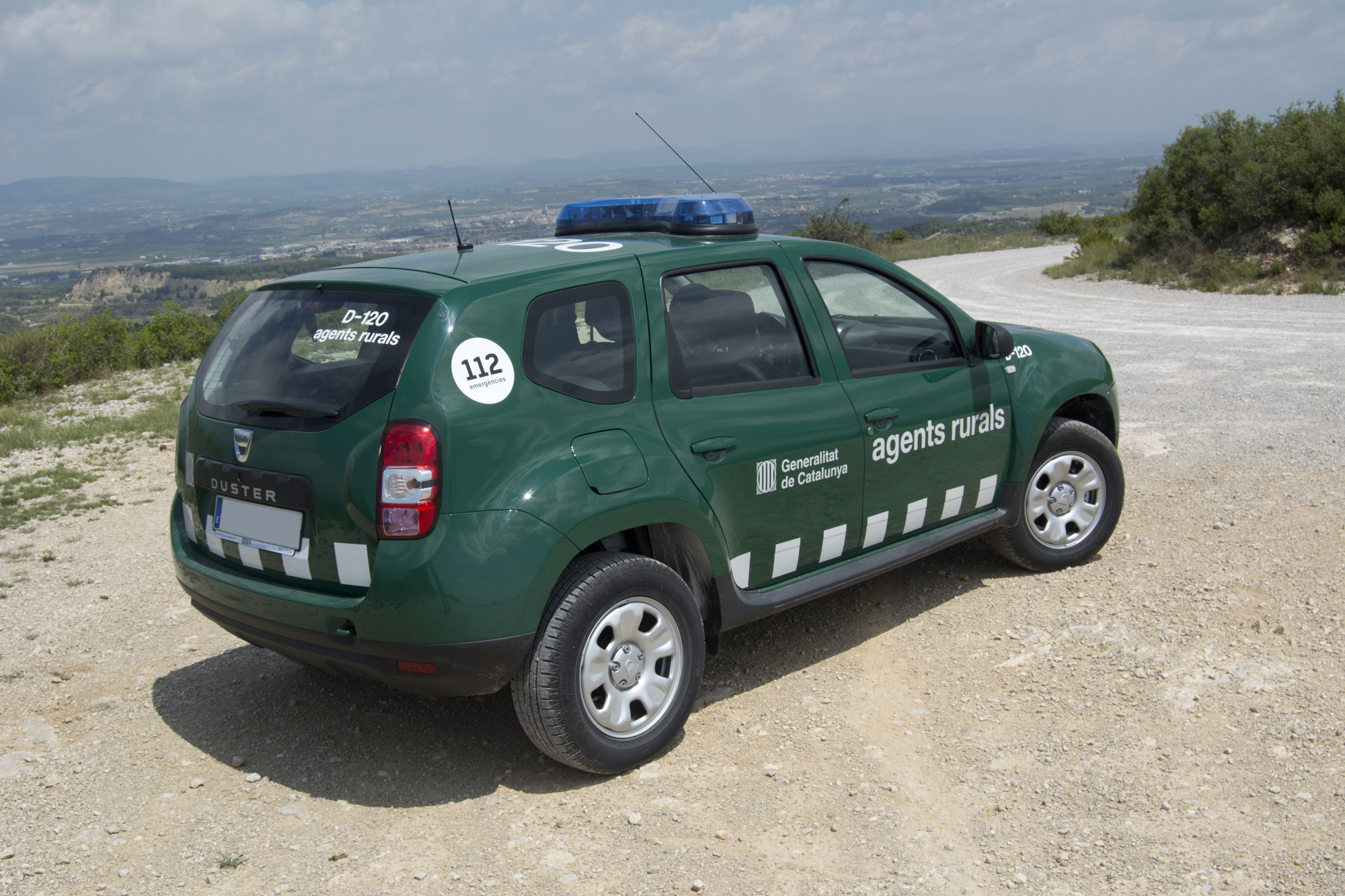
Vehículo de los Agents Rurals de Cataluña

Son cuerpos que dependen de las comunidades autónomas, existiendo también algunos puntuales a nivel municipal que gestionan y realizan las mismas funciones pero dentro de las áreas naturales de sus respectivos términos municipales.
A pesar de ser un cuerpo con funciones de policía administrativa especial, es decir, solo con ciertas competencias, y de policía judicial genérica, las funciones e integración, así como el tratamiento de la población hacia los agentes, varía mucho en función de la Comunidad Autónoma. Por ejemplo, en Castilla y León los vehículos están rotulados como "Medio Ambiente", no haciendo referencia a los Agentes Medioambientales de Castilla y León (que además se encuentran integrados en la Consejería de Medio Ambiente y no como un cuerpo independiente) y no portan la señal luminosa V-1 de vehículo policial. Por el lado opuesto se encuentran los Agentes Rurales, que realizan y tienen funciones de un carácter mucho más policial, como se observa por ejemplo en su uniformidad e imagen corporativa.